# Ševalj
Ševalj je naselje u Hrvatskoj u sastavu Grada Delnica. Nalazi se u Primorsko-goranskoj županiji.

## Zemljopis
Nalazi se zapadno od rijeke Kupe. Sjeverno je hrvatski Kuželj, sjeveroistočno su Grbajel te u Sloveniji Kuželj, Laze pri Kostelu i Gladloka. Guče Selo je jugoistočno.

## Stanovništvo
| broj stanovnika | 31    | 32    | 29    | 37    | 25    | 29    | 22    | 24    | 33    | 20    | 21    | 14    | 10    | 10    | 3     |       | 1     |
|                 | 1857. | 1869. | 1880. | 1890. | 1900. | 1910. | 1921. | 1931. | 1948. | 1953. | 1961. | 1971. | 1981. | 1991. | 2001. | 2011. | 2021. |